# Grbavičko polje
Grbavičko polje je krško polje u Bosni i Hercegovini.
Nalazi se jugozapadno od Jajca u središnjoj Bosni. Površina mu iznosi 11 km2, a leži na oko 1000 metara nadmorske visine. Prekriveno je brojnim vrtačama. U središnjem jugozapadnom dijelu polja nalazi se naselje Grbavica koje pripada šipovskoj općini.